# Human Sciences Research Council
Der Human Sciences Research Council (HSRC; deutsch etwa: „Forschungsrat für Humanwissenschaften“) ist eine öffentliche, behördliche Forschungsinstitution in Südafrika, die dem nationalen Department of Science and Innovation (Ministerium für Wissenschaft und Innovation) untersteht. Sie wurde 1968 gegründet. Das Tätigkeitsfeld erstreckt sich auf Themen der Sozial- und Geisteswissenschaften. Der Sitz der staatlichen Einrichtung befindet sich in Pretoria.

## Beschreibung
Die Aufgaben des Human Sciences Research Council bestehen u. a. darin, die Regierungspolitik zu analysieren und zu evaluieren, die Debatte über wissenschaftlich ermittelte Daten und Ergebnisse anzuregen sowie in einer expansiven Förderung der Forschungszusammenarbeit. Diese Ziele werden mit umfassender, politikrelevanter, sozialwissenschaftlicher Forschung für öffentliche Adressaten, Nichtregierungsorganisationen und internationale Entwicklungsagenturen angestrebt. Dazu erfolgt eine Kooperation mit ähnlichen Partnern, insbesondere im Rahmen der Entwicklungsgemeinschaft des südlichen Afrika (SADC).
Außenstellen befinden sich in Durban, Kapstadt und Dalbridge (Sweetwaters).
Der Verwaltungsrat des HSRC, das höchste Organ der Einrichtung, besteht aus bis zu zehn Personen, einschließlich eines Vorsitzenden. Der Minister für Wissenschaft und Innovation ernennt die Mitglieder für einen Zeitraum von vier Jahren. Der Verwaltungsrat beruft den geschäftsführenden Direktor (CEO) des HSRC, der von Amts wegen ein weiteres Mitglied ist. Der Verwaltungsrat ist für die haushaltsrechtlich korrekte Geschäftsführung im Sinne des Public Finance Management Act verantwortlich.

## Geschichte
Der HSRC beruht auf dem 1929 gegründeten National Bureau of Educational and Social Research hervor, das als Abteilung für Informationsbeschaffung und Forschung innerhalb des Bildungsministeriums der Südafrikanischen Union mit einer Unterbrechung im Zweiten Weltkrieg (ab 1940) existierte. Die Eingliederung in den HSRC erfolgte im Jahr 1969.
Der HSRC wurde 1968 auf der Grundlage des Human Sciences Research Council Act (Act 23 of 1968) gegründet und 2008 mit dem Human Sciences Research Council Act (Act 17 of 2008) auf eine aktualisierte gesetzliche Grundlage gestellt.

## Mitgliedschaften
- International Science Council

## Periodika
- HSRC Review. HSRC Press, Kapstadt[5]